# Iñaki Esnaola
José Ignacio Esnaola Etcheverry (Deva, Guipúzcoa, 28 de julio de 1948), más conocido como Iñaki Esnaola Etxeberri, es un abogado y expolítico español del ámbito del nacionalismo vasco. Fue diputado en el Congreso entre 1982 y 1990, así como parlamentario vasco en dos etapas diferentes 1980-1982 y 1990-1991. En la década de 1980 fue uno de los principales líderes y portavoces de la coalición independentista vasca Herri Batasuna. Desde principios de la década de 1990 permanece alejado de la política y dedicado a la abogacía.

## Biografía
Natural de la localidad costera guipuzcoana de Deva, donde nació en 1948, Esnaola estudió la carrera de Derecho. A partir de 1973 comenzó a hacerse conocido durante la Transición Española como abogado de presos políticos, relacionados con el independentismo vasco y con ETA. Estas actuaciones como abogado le granjearon una reputación dentro del mundo abertzale.
Él mismo inició su andadura política integrándose en las filas de la coalición Euskadiko Ezkerra (EE) en 1977. Formó parte de la candidatura de EE por Guipúzcoa al Congreso de los Diputados en las elecciones generales de 1977. Sin embargo fue uno de los miembros de EE que, descontentos con la línea política seguida por EIA y EMK (partidos que controlaban EE) durante la Legislatura Constituyente de España (1977-79), abandonaron la coalición para participar en la fundación de Herri Batasuna en 1978.

### Dirigente de Herri Batasuna
Esnaola fue dirigente de Herri Batasuna y uno de sus portavoces desde la fundación de dicha coalición hasta 1991, formando parte como independiente de las sucesivas mesas nacionales que gobernaron dicha coalición. Durante la década de 1980 fue uno de los rostros más conocidos de la coalición abertzale, fue en numerosas ocasiones portavoz de la misma y ejerció cargos públicos en diferentes instituciones.
Esnaola fue elegido parlamentario vasco en las primeras elecciones autonómicas vascas celebradas en 1980. Fue parlamentario entre el 31 de marzo de 1980 y el 24 de noviembre de 1982. Dimitió de su cargo para presentarse al Congreso.
Fue elegido diputado en 1982 como candidato de Herri Batasuna por Guipúzcoa. Volvió a ser elegido diputado en dos ocasiones más, en 1986 y 1989. Debido al boicot de su coalición a las instituciones políticas españolas no tomó posesión de su acta de diputado ni en la II, ni en la III Legislaturas. 

### Negociaciones con ETA
Paralelamente a su labor política siguió ejerciendo durante la década de 1980 como abogado defensor de miembros de ETA y de la izquierda abertzale. El 22 de octubre de 1981 Esnaola fue detenido por la policía acusado de conexiones con miembros de ETA, pero fue liberado sin cargos a los pocos días.
Menos pública que su labor como abogado, pero no por ello menos notoria, fue su labor como enlace en diferentes negociaciones entre los gobiernos español y ETA. En 1984 trató de convencer a la dirección de ETA para que esta se reuniera con representantes españoles en Burdeos, en un encuentro que intentó propiciar el gobierno francés. El rechazo de la dirección etarra a estas reuniones fue la causa de que el ejecutivo francés diera vía libre a una estrecha colaboración policial y judicial con las autoridades españolas. También intervino como asesor de ETA en la primera etapa de las Conversaciones de Argel (hasta 1987). Por aquel entonces dirigía las negociaciones Txomin Iturbe Abasolo, número uno de ETA, con el que mantenía una relación de amistad personal. Tras la muerte accidental en la capital magrebí de Txomin Iturbe, quedó apartado de las negociaciones.

### Atentado y desvinculación de Herri Batasuna
En 1989, tras ser elegido Esnaola por tercera vez diputado, Herri Batasuna decidió participar por primera vez en las instituciones políticas españolas. La sesión de investidura en el Congreso se iba a celebrar el día 21 de noviembre. La noche anterior, 20 de noviembre, los congresistas y senadores electos de Herri Batasuna, entre ellos Esnaola, cenaban en el hotel Alcalá de Madrid y preparaban la estrategia para la sesión del día siguiente. Fue entonces cuando entraron dos pistoleros encapuchados en el reservado que ocupaban los dirigentes abertzales y dispararon contra el grupo, causando la muerte por heridas de bala de Josu Muguruza y heridas graves al propio Iñaki Esnaola. Esnaola era, junto con Jon Idigoras, el objetivo principal de los asesinos y recibió dos impactos de bala, que sin embargo no acabaron con su vida. Las investigaciones posteriores atribuyeron el delito a un grupúsculo ultraderechista, siendo condenado Ángel Duce y absuelto Ricardo Sáenz de Ynestrillas Pérez.
Esnaola lograría recuperarse de sus heridas, pero abandonaría su cargo como diputado el 2 de octubre de 1990 siendo sustituido por su compañero Rafael Díez Usabiaga. Su dimisión como congresista preparaba su retorno al Parlamento Vasco, para el que sería elegido parlamentario en las elecciones de finales de 1990.
Tradicionalmente convencido de la necesidad de un final dialogado de la violencia, el fracaso de las Conversaciones de Argel y la posterior evolución de los acontecimientos (incluyendo posiblemente el atentado que sufrió), hicieron a Esnaola más beligerante en el seno de Herri Batasuna en favor de una nueva tregua de ETA que facilitara la negociación con el estado. Sin embargo sus tesis quedaron en minoría en el seno de la dirección de HB y de ETA.
En 1991, el dirigente etarra Eugenio Etxebeste y todo el sector que éste representaba, le acusaron públicamente de ser un cáncer liquidacionista por querer buscar un final dialogado a la violencia. 
El 13 de marzo de 1991 Esnaola presentó su dimisión como miembro de la Mesa Nacional de Herri Batasuna y el 23 de abril de 1991 dimitió de su cargo en el Parlamento Vasco. También abandonó la coalición su colaboradora y amiga, la abogada Christianne Fandó. Tras su ruptura con Herri Batasuna ha permanecido alejado de la política y dedicado a la abogacía en su bufete de San Sebastián.